# Walckenaeria brucei
Walckenaeria brucei là một loài nhện trong họ Linyphiidae.
Loài này thuộc chi Walckenaeria. Walckenaeria brucei được Albert Tullgren miêu tả năm 1955.